# Chiesa del Santissimo Nome di Gesù (Torino)
La Chiesa del Santissimo Nome di Gesù è un edificio di culto cattolico nella città di Torino. Si trova nel quartiere Vanchiglietta, al confine (Corso Regina Margherita) col Borgo Vanchiglia. La sua parrocchia fa parte dell'Arcidiocesi di Torino.
Ospita la Comunità Locale delle Suore missionarie di Maria Aiuto dei Cristiani, ed afferisce alla struttura la Comunità Locale delle Suore Carmelitane di Santa Teresa.

## Storia
La chiesa fu costruita per la Confraternita del Santissimo Nome di Gesù dopo la demolizione, nel 1885, della sua vecchia basilica (demolizione attuata per i lavori di Via Pietro Micca, nascente).
Nel 1903/1904, a causa di crescenti difficoltà economiche, la confraternita cedette alla Curia la proprietà della chiesa, che venne trasformata in parrocchia.
Nel 1926 fu innalzato il campanile su progetto dell’architetto Paolo Napione.
Nel 1951 un ampliamento portò la navata unica (di ispirazione barocca) dell'originaria pianta, alle attuali tre, separate da arcate a tutto sesto su pilastri quadrati con lesene.
Nel 1962 venne ridecorata la volta e rifatta la pavimentazione.

## Descrizione
La facciata, barocca, presenta due semicolonne cilindriche su cui poggiano statue dei santi Processo e Martiniano (ai quali era dedicata l'antica chiesa della confraternita). Il portale è decorato nella parte superiore con un bassorilievo raffigurante la presentazione di Gesù nel tempio, e sui lati con rami di palma ed emblema confraternale.
La navata centrale ha una volta a botte, lunettata, mentre le navate laterali hanno volte a vela. Il soffitto della prima, affrescato da Nicola Arduino, venne restaurato da Pier Celestino Gilardi.
Ai lati dell'altare maggiore in marmo si trovano le statue di due angeli scolpite da Giacomo Buzzi Reschini.